# 이제르 전선

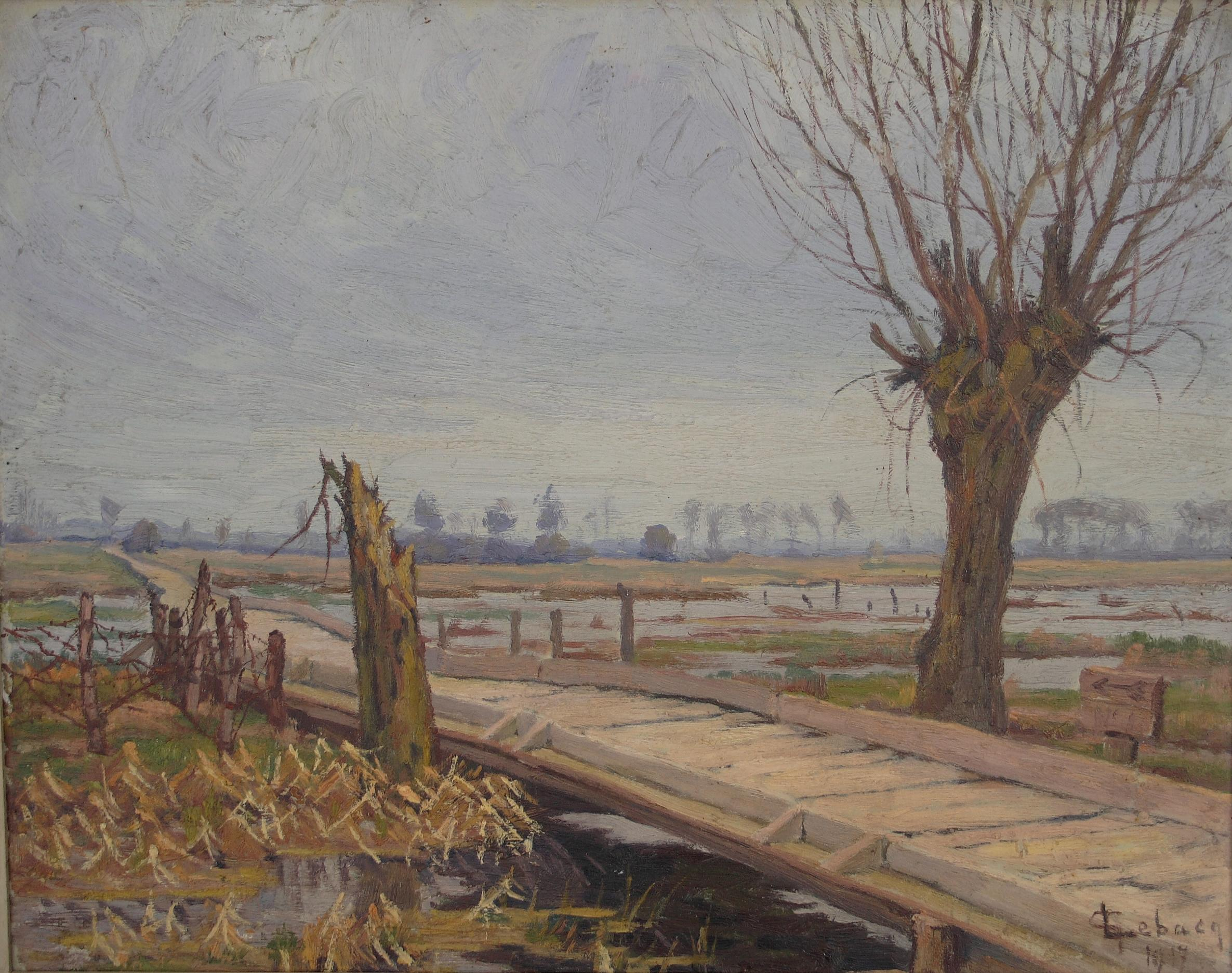
벨기에 화가 주르주 르박이 묘사한 이제르 전선(1917년)

이제르 전선(프랑스어: Front de l'Yser, 네덜란드어: Front aan de IJzer or IJzerfront)은 1914년 10월부터 1918년까지 제1차 세계 대전 기간 동안에 존재했던 벨기에의 방어선이다.
이제르 전선은 벨기에 북서부 이제르강을 따라 났으며 독일군에 함락되지 않고 남은 벨기에 영토를 지켰다. 1914년 벨기에는 리에주 전투, 나뮈르 공성전, 안트베르펜 공성전에서 독일의 진격에 밀려났다. 가끔 독일의 진격을 늦추는 데는 성공했으나 후퇴할 수밖에 없었다.
10월 16일부터 10월 31일 사이에 벨기에는 이제르 강 전투에서 3,500명이 전사하고 15,000명이 다치는 희생을 치르면서 독일을 물리쳤고 이로 인해 1918년까지 이어진 이제르 전선을 형성했다. 이 곳은 벨기에에게 전쟁 동안 아주 전략적인 지역이었다.